# Dumbriguda
Dumbriguda là một mandal thuộc huyện Visakhapatnam, bang Andhra Pradesh.